# Ходжкинсон, Итон
Итон Ходжкинсон (англ. Eaton A. Hodgkinson; 1789—1861) — английский математик, инженер и механик. 
Получил классическое образование с целью приготовления к духовному званию, но затем, чувствуя особую склонность к математике и физике, поступил в ученики к знаменитому тогда физику Дальтону. В 1822 году предпринял целый ряд работ по теоретической разработке разных отделов инженерного дела, причём он производил обширные опыты над сопротивлением материалов в мастерских машиностроительного завода Ли (впоследствии Ферберна и Ли). Кроме того, участвовал тогда же в вычислениях при проектировании некоторых больших мостов в Англии, в том числе Конвейского моста и знаменитого моста Британия. 
В 1847 году был приглашён профессором теоретической части инженерного искусства в Лондонский университет. Полная биография Ходжкинсона напечатана в «Proceeding of the Royal Society of London», том XII. Главные научные заслуги относятся к области сопротивления материалов (строительной механике), причём его работы особенно ценны тем, что он подкреплял их превосходными практическими испытаниями. Успеху его деятельности способствовало также то обстоятельство, что он долгое время состоял членом «Королевской комиссии для исследования чугуна и сварочного железа и условий их применения при постройке железных дорог», что дало ему возможность осуществить систематический ряд опытов, направленных на выяснение механических свойств этих металлов при сопротивлении их раздроблению и разрыву. 
Исходя из доказанного опытами факта, что чугун сопротивляется раздроблению лучше, нежели разрыву, учёный дошёл до результата, что наиболее выгодное сечение чугунной балки - это несимметричная форма, а именно для одинакового сопротивления разрыву и раздроблению изгибаемой чугунной балки двутаврового сечения головка должна быть уже и выше, нежели пята, и площади обеих частей сечения должны относиться как 6:1. Уже в расчётах чугунных балок, выполнявшихся в конце XIX века, за основание брали отношение пределов упругости, а не временных сопротивлений, как делал Ходжкинсон. Ещё большее значение исследования учёного и введенные им формулы имели для расчёта сопротивления железных и чугунных колонн.

## Основные работы
- «Manchester Memoirs» за 1831 г. (ряд статей о цепных мостах и сопротивлении железа разрыву);
- «Report of the fifth and seventh meeting of the Brit. assoc. for the advancement of science» (1835 и 1838 гг., о сопротивлении раздроблению чугуна разных способов производства);
- «Philosophical transactions of the Royal Society of London» (1840 и 1857 гг., о различных опытах над крепостью металлов).